# August Bruchwitz
August Bruchwitz (* 8. Januar 1838 in Peitz; † 15. Mai 1914 in Lankwitz bei Berlin) war ein deutscher Kommunalpolitiker, der in der Gemeinde Lankwitz wirkte (heute Ortsteil des Bezirks Steglitz-Zehlendorf von Berlin).

## Leben
Von 1892 bis 1898 war Bruchwitz Gemeindeverordneter der Gemeinde Lankwitz. Er war Geheimer Rechnungsrat und Schöffe.
Besondere Verdienste für das Gemeinwesen erwarb er sich durch sein entschiedenes Mitwirken bei der Errichtung der Eisenbahnhaltestelle Lankwitz-Viktoriastraße (heute Bahnhof Berlin-Lankwitz an der Leonorenstraße), die am 1. Dezember 1895 eröffnet wurde.
Im Alter von 69 Jahren wurde er am 23. März 1907 durch die Benennung der Bruchwitzstraße in Lankwitz gewürdigt.
Aufgrund „seiner Uneigennützigkeit im Dienste der Gemeinde“ bekam er zu seinem 70. Geburtstag im Jahr 1908 den Ehrenbürgerbrief der Gemeinde Lankwitz überreicht. Diese und vergleichbare Ehrungen wurden im Jahr 1920 im Rahmen der Eingemeindung diverser vormaliger Vororte nach Groß-Berlin, so auch Lankwitz, von Berlin nicht übernommen.
1914 verstarb er im Alter von 76 Jahren in Lankwitz.